# El Castellot (Beuda)
El Castellot és una muntanya de 561 metres que es troba al municipi de Beuda, a la comarca catalana de la Garrotxa.